# Айвз, Эрик
Эрик Вильям Айвз (англ. Eric William Ives; 12 июля 1931 — 25 сентября 2012) — британский историк и эксперт по Тюдоровскому периоду. Являлся почетным профессором английской истории в Бирмингемском университете. В 2001 году награждён Орденом Британской империи королевой Елизаветой II в знак признания его заслугам в истории.

## Ранний период
Эрик родился 12 июля 1931 года в Эссексе, Англия, в семье Плимутских братьев. Образование получил в Брентвудской школе(Brentwood School), позже в государственной школе для мальчиков в Брентвуде, Эссекс. Изучал историю историю в колледже королевы Марии в Лондоне, получив степень бакалавра искусств, а позже доктора философии в этом же университете.
24 ноября 1955 года в рамках Национальной службы он был зачислен в учебное отделение Королевских ВВС в качестве офицера-пилота. Ему был присвоен служебный номер 40702. 24 ноября 1956 года он был повышен до летного офицера, а 24 мая 1957 года — до летного лейтенанта.
Был автором журнала «История сегодня». Наиболее известен своим исследованием «Анна Болейн», опубликованным в 1988 году.